# 新港 (千葉市)
新港（しんみなと）は、千葉県千葉市美浜区の町名。郵便番号は261-0002。

## 地理
千葉市美浜区の南端に位置する。全域が海面埋立事業によって誕生した工業団地となっており、食品コンビナート、木材流通センター、自動車整備・販売団地などがあり、それぞれ工場の分野ごとに地域分けされている。また、地域の北端にはJR京葉線が通る。総面積は361.8ha。
東は中央区中央港・千葉港、西は高洲、南は東京湾、北は幸町と接している。

## 歴史
かつては全域が海であった。1963年（昭和38年）に千葉県により発表された土地造成、港湾地区計画により「騒音のない、臭気のない、空気を汚さない」を基本方針とした工業地域として造成された地域である。

### 地名の由来
新たに計画された港湾区域の工業用地であること、港としての機能、港との関連を考慮し、｢新港｣とした。

### 沿革
- 1963年（昭和38年） 千葉県が土地造成、港湾地区計画を発表。
- 1967年（昭和42年）3月14日 埋め立て部分より、千葉市新港を設定。
- 1992年（平成4年）4月1日　千葉市が政令指定都市に移行。千葉市美浜区新港となる。

### 町名の変遷
| 実施後 | 実施年月日    | 実施前       |
| ------ | ------------- | ------------ |
| 新港   | 1967年3月15日 | （地名なし） |

## 世帯数と人口
2017年（平成29年）9月30日現在の世帯数と人口は以下の通りである。
| 町丁 | 世帯数  | 人口    |
| ---- | ------- | ------- |
| 新港 | 515世帯 | 1,102人 |

## 小・中学校の学区
市立小・中学校に通う場合、学区は以下の通りとなる。
| 番地                      | 小学校                 | 中学校                 |
| ------------------------- | ---------------------- | ---------------------- |
| 52番地以降                | 千葉市立幸町小学校     | 千葉市立幸町第一中学校 |
| 1-3、4-14、5、7-18、20-48 | 千葉市立幸町第三小学校 | 千葉市立幸町第二中学校 |

- 千葉市立高浜第一小学校、千葉市立高浜中学校への学区外通学が承認されている。

## 施設
- 新港学校給食センター
- ちば県民保健予防財団
- 新港清掃工場
- アクアリンクちば
- 日清製粉千葉工場
- 日新製糖
- 新東日本製糖
- 大東製糖
- 山崎製パン千葉工場
- 雪印種苗東京本社（登記上の本店は札幌市厚別区）
- 東横イン千葉幕張
- 勝又自動車学校
- 美浜テニスガーデン
- ミハマニューポートリゾート
- ちばシティバス新港車庫
- 千葉県自動車大学校
- 関東運輸局千葉運輸支局